# Памятник русской учительнице
Памятник русской учительнице в Махачкале — символическая скульптура, изображающая скромную женщину-учительницу. Открыт 26 августа 2006 года. «Памятник русской учительнице» — неофициальное название памятника.

Памятник представляет собой 10-метровую бронзовую скульптуру на постаменте, изображающую молодую женщину, которая в правой руке держит открытую книгу, а левая её рука лежит на глобусе. Памятник символизирует собой труд и самопожертвование представителей русского народа всех профессий и специальностей, которые целиком посвятили себя служению дагестанскому народу.

## Местонахождение
Памятник — мемориальный комплекс, посвященный представителям русской интеллигенции и рабочего класса в Дагестане, установлен в парке у озера Ак-Гёль, в сквере, расположенном на проспекте Петра Первого. К подножию памятника ведут ступени, вокруг которых устроены фонтаны. Под площадкой — помещение цилиндрической формы — Музей истории города Махачкалы.

## Предыстория
Дагестан является самой многонациональной республикой России, численность ни одной национальности не превышает 30 % среди общего населения республики. До Революции 1917 года общего языка для всех народов в республике не было, люди каждого аула жили обособлено и разговаривали на понятном лишь им языке.
После Революции 1917 года государство начало программу всеобщего образования населения, для этой цели в Дагестане стали открывать многочисленные школы, число которых увеличивалось, а в школы были направлены русские учителя (в основном это были учительницы). Например, в 1925 году в Дагестане работало 30 учителей. В послевоенное время в дагестанские школы направили 450 русских учителей. Несколько позже количество молодых специалистов стремительно увеличивалось (до 1500 человек/год). Русский язык, на котором вели преподавание педагоги, в настоящее время стал языком межнационального общения народов Дагестана и неотъемлемой частью национальной культуры всех без исключения народов Дагестана.
В настоящее время 14 языкам народов Дагестана придан статус государственных. К ним относятся: аварский, агульский, азербайджанский, даргинский, кумыкский, лакский, лезгинский, ногайский, русский, рутульский, табасаранский, татский, цахурский и чеченский языки. Согласно конституции, государственными языками республики являются русский и все языки народов Дагестана. Однако только 14 языков имеют свою письменность и функционируют как государственные. При этом подавляющее число жителей Дагестана основным языком общения называют русский.
Народы Дагестана с благодарностью вспоминают русских учителей, а также врачей, агрономов, инженеров и других русских специалистов, приехавших в Дагестан, которые приложили немалые усилия, труд и самопожертвование для того, чтобы народы Дагестана получили достойное образование и смогли стать хорошими специалистами в различных отраслях экономики России. В знак признательности за педагогическую деятельность предыдущих поколений русских было и установлено это символическое скульптурное изображение.

## Установка памятника
В церемонии открытия памятника приняли участие президент Дагестана Муху Алиев и спикер Совета Федерации Сергей Миронов.
«Этим актом народ республики воздает дань глубокого уважения и благодарности рабочим, инженерам, учителям, агрономам, врачам, которые приехали из России и навсегда связали свою судьбу с республикой»,
 — заявил дагестанский руководитель.
Спикер С. Миронов подчеркнул, что памятник символизирует собой «труд и самопожертвование представителей русского народа всех профессий и специальностей, которые целиком посвятили себя служению дагестанскому народу» и «залогом того, что усилия и самопожертвования предыдущих поколений русских не будут забыты».